# Wereldkampioenschappen kunstschaatsen 2021

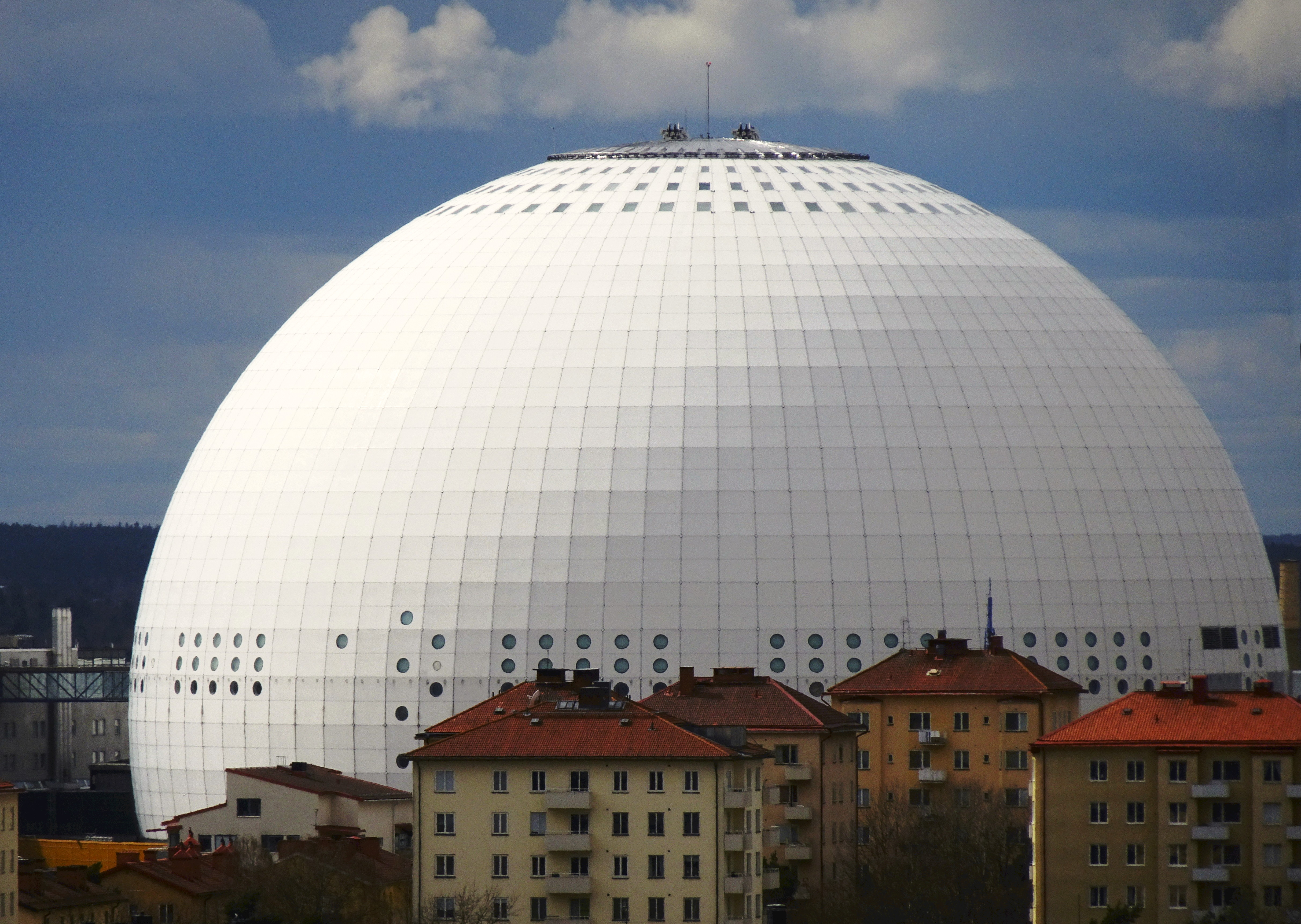
Ericsson Globe waar het WK 2021 plaats vond

De Wereldkampioenschappen kunstschaatsen 2021 werden gevormd door vier toernooien die door de Internationale Schaatsunie (ISU) werden georganiseerd.
Het was de opvolgde editie van die in 2019 vanwege de afgelasting van de editie 2020 omwille van de coronapandemie. Het was ook het enige kampioenschap dat de ISU dit seizoen organiseerde.
Voor de mannen was het de 110e editie, voor de vrouwen de 100e, voor de paren de 98e en voor de ijsdansers de 68e editie. De kampioenschappen vonden plaats van 24 tot en met 27 maart in de Ericsson Globe in Stockholm, Zweden. Het was de twaalfde keer dat Stockholm gaststad was voor een of meerdere kampioenschappen. Voor de mannen was het de tiende keer na 1897, 1901, 1905, 1909, 1922, 1923, 1924, 1934 en 1947. Voor de vrouwen was het de zesde keer na 1913, 1926, 1933, 1938 en 1947. De paren kwamen hier in 1909, 1913, 1933 en 1947 eerder in actie. Voor de ijsdansers was het het eerste wereldkampioenschap in Stockholm. Zweden was voor de veertiende keer gastland, in 1976 en 2008 was Göteborg gaststad.

## Programma

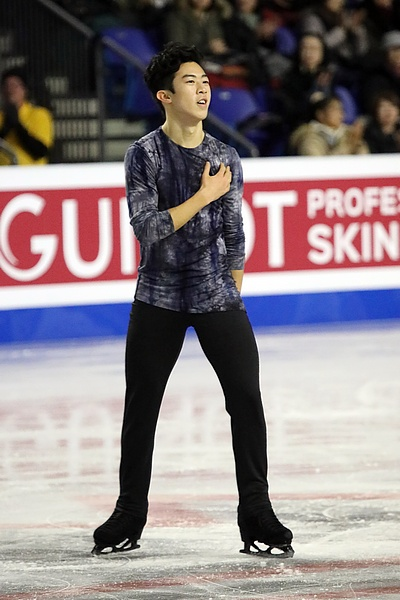
Nathan Chen (hier tijdens de Grand Prix finale in 2019) werd voor de derde opeenvolgende keer wereldkampioen

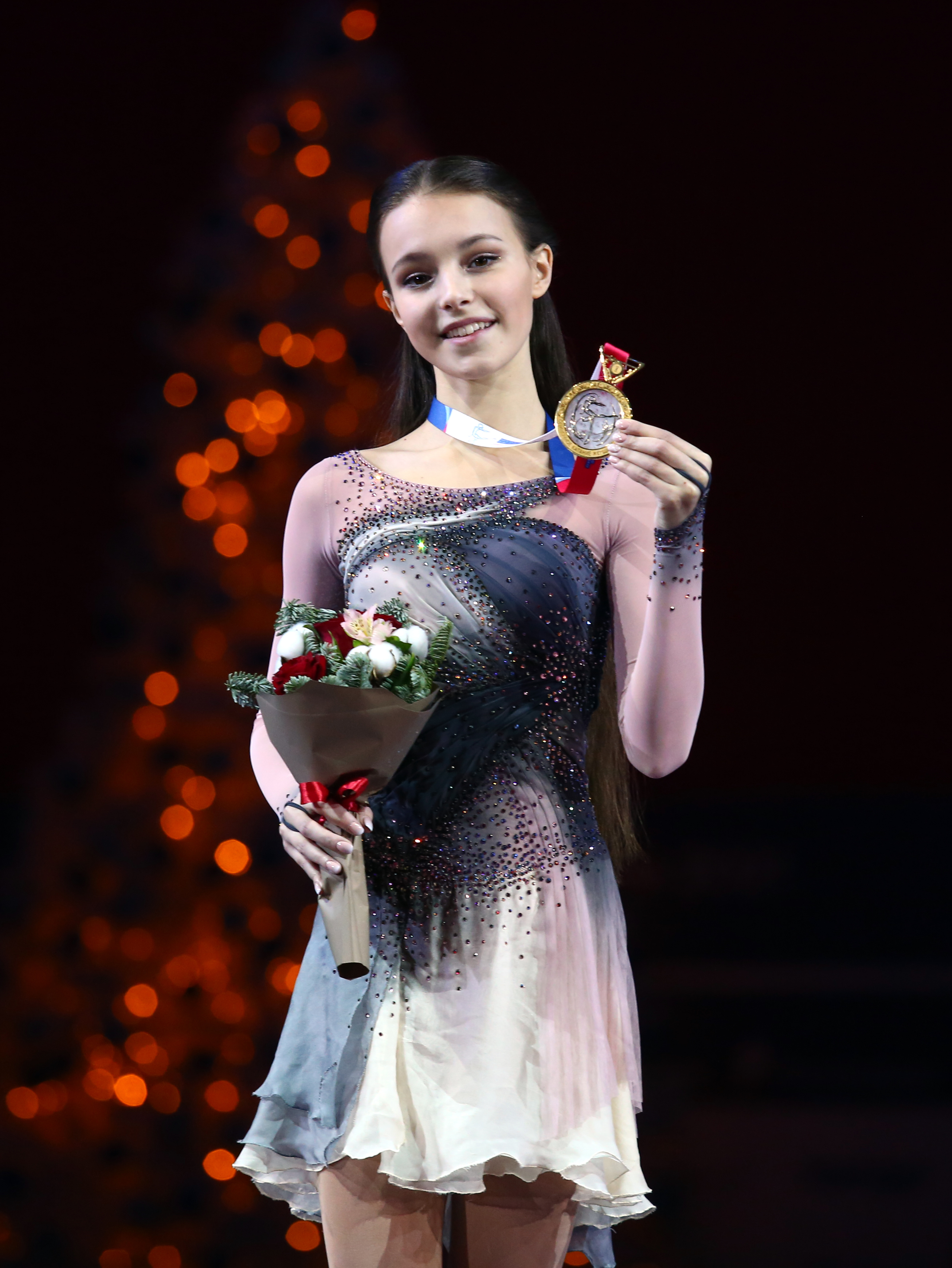
Anna Sjtsjerbakova (hier als Russisch kampioene 2021 gehuldigd) werd als debutante wereldkampioene

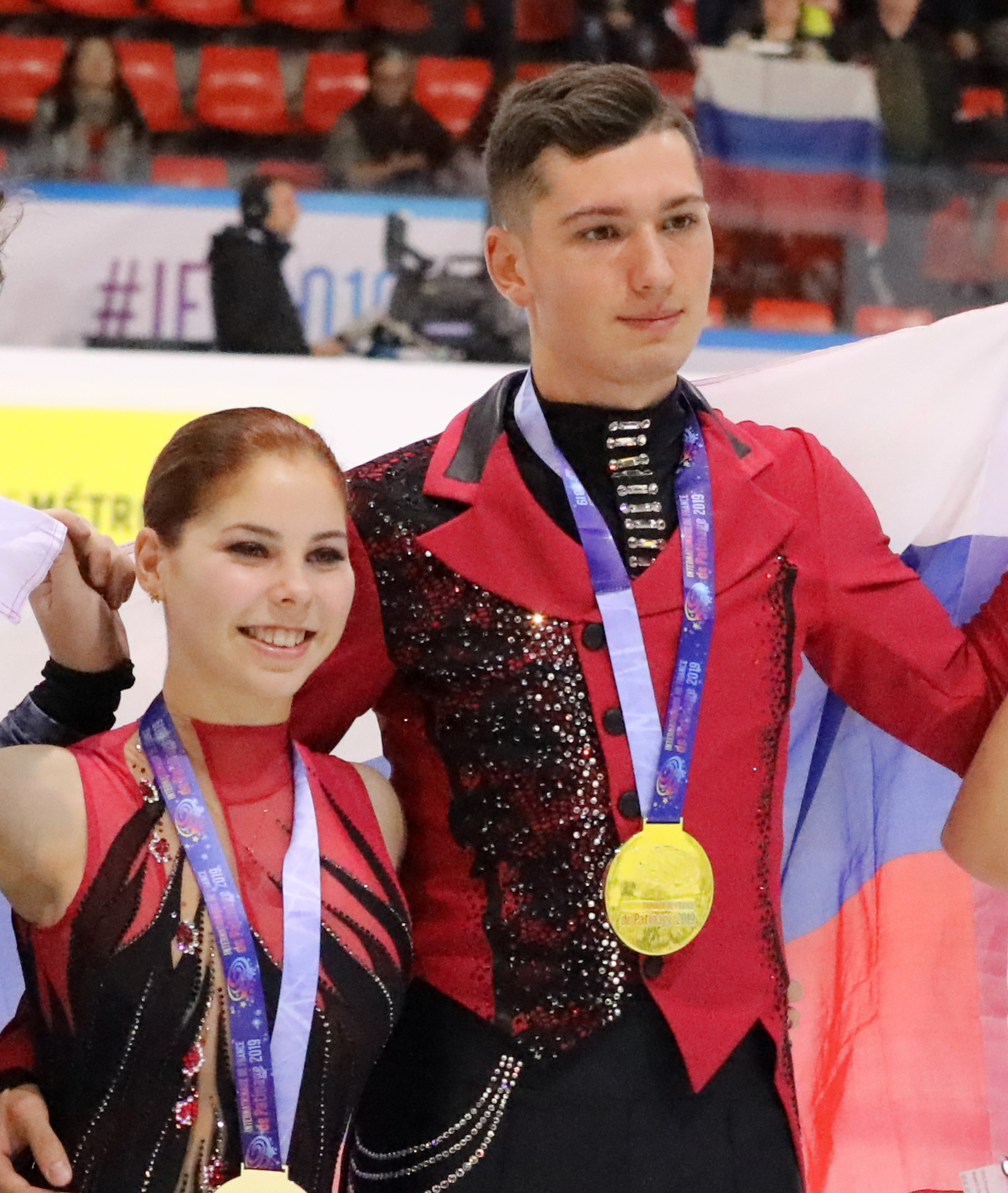
Anastasia Misjina / Aleksandr Galliamov (hier als winnaars van de Internationaux de France 2019) werden als debutanten wereldkampioen bij de paren

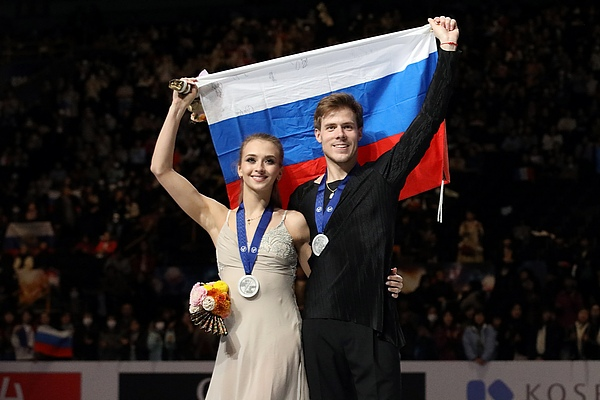
Viktoria Sinitsina / Nikita Katsalapov (hier gehuldigd op het WK 2019) werden wereldkampioen in het ijsdansen

| Programma | Programma        | Programma        | Programma         | Programma          | Programma        | Programma         | Programma       |
| --------- | ---------------- | ---------------- | ----------------- | ------------------ | ---------------- | ----------------- | --------------- |
|           | maandag 22 maart | dinsdag 23 maart | woensdag 24 maart | donderdag 25 maart | vrijdag 26 maart | zaterdag 27 maart | zondag 28 maart |
| Paren     | Trainingen       | Trainingen       | korte kür         | vrije kür          |                  |                   | Gala            |
| Vrouwen   | Trainingen       | Trainingen       | korte kür         |                    | vrije kür        |                   | Gala            |
| Mannen    | Trainingen       | Trainingen       |                   | korte kür          |                  | vrije kür         | Gala            |
| IJsdansen | Trainingen       | Trainingen       |                   |                    | korte kür        | vrije kür         | Gala            |

## Deelname
Elk bij de ISU aangesloten land kon één schaatser/één paar aanmelden per kampioenschap. Extra startplaatsen (met een maximum van drie per kampioenschap) zijn verdiend op basis van de eindklasseringen op het WK van 2019.
Voor België nam Loena Hendrickx voor de vierde keer deel bij de vrouwen. Nederland vaardigde de debutanten Lindsay van Zundert bij de vrouwen, Daria Danilova / Michel Tsiba bij de paren en Chelsea Verhaegh / Sherim van Geffen in het ijsdansen af. De Zwitsers-Amerikaanse Alexia Paganini heeft een Nederlandse moeder.
Deelnemende landen
Er namen deelnemers uit 38 landen deel aan de kampioenschappen. Er werden 127 startplaatsen ingevuld.
(Tussen haakjes het totaal aantal startplaatsen in de vier toernooien.)
| Rusland* (11) Verenigde Staten (10) Canada (8) Japan (8) Italië (7) China (6) Frankrijk (6) Duitsland (4) Israël (4) Tsjechië (4) | Verenigd Koninkrijk (4) Azerbeidzjan (3) Bulgarije (3) Finland (3) Georgië (3) Hongarije (3) Nederland (3) Oekraïne (3) Oostenrijk (3) Wit-Rusland (3) | Zuid-Korea (3) Australië (2) Estland (2) Letland (2) Litouwen (2) Polen (2) Turkije (2) Zweden (2) Zwitserland (2) | Armenië (1) Cyprus (1) Hongkong (1) Kazachstan (1) Kroatië (1) Mexico (1) Slovenië (1) Spanje (1) Taiwan (1) |

* De Russische delegatie kwam officieel onder de vlag van de Russische kunstschaatsfederatie (FSR) uit.
Tsjechië vulde de extra startplaats bij de mannen niet in, Kazachstan vulde de drie startplaatsen bij de vrouwen niet in, Canada, China, Duitsland en Oostenrijk vulden een extra startplaats bij de paren niet in en in het ijsdansen vulde Italië de extra startpaats niet in.

## Medailleverdeling
Van de wereldkampioenen in 2019 verdedigde de Russin Alina Zagitova bij de vrouwen en het Franse paar Gabriella Papadakis / Guillaume Cizeron hun titel niet.
Bij de mannen behaalde de Amerikaan Nathan Chen zijn derde opeenvolgende wereldtitel, ook zijn derde medaille bij de wereldkampioenschappen. De Japanse debutant Yuma Kagiyama werd tweede en zijn landgenoot Yuzuru Hanyu derde. Voor Hanyu was het zijn zevende eremetaal, in 2012 werd hij ook derde, in 2014 en 2017 wereldkampioen en in 2015, 2016 en 2019 tweede.
Bij de vrouwen stonden drie Russinnen op het erepodium. De plaatsen een en drie waren voor de debutanten Anna Sjtsjerbakova en Aleksandra Troesova. Sjtsjerbakova was de zesde Russin die wereldkampioene werd, gezamenlijk wonnen ze acht titels. Op plaats twee nam de wereldkampioene van 2015 plaats, voor haar was het ook haar tweede wk-eremetaal.
Bij de paren behaalde het debuterende paar Anastasia Misjina / Aleksandr Galliamov de wereldtitel. Ze waren het achtste Russische paar dat wereldkampioen werd en gezamenlijk behaalden ze tien wereldtitels. (Als Sovjet-Unie werden er 24 titels behaald.) Op plaats twee eindigde het Chinese paar Sui Wenjing / Han Cong dat hun vijfde eremetaal behaalde. In 2017 en 2019 werden ze wereldkampioen en in 2015 en 2016 ook tweede. Het Russische paar Aleksandra Bojkova / Dmitri Kozlovski behaalden bij hun tweede deelname hun eerste wk-medaille, zij werden derde.
Bij het ijsdansen werd het Russische paar Viktoria Sinitsina / Nikita Katsalapov wereldkampioen. Ze waren het achtste Russische paar dat wereldkampioen werd en gezamnelijk behaalden ze dertien wereldtitels. (Als Sovjet-Unie werden er 16 titels behaald.) Voor Sinitsina / Katsalapov was het hun tweede wk-medaille, in 2019 werden ze tweede. Op plaats twee nam het Amerikaanse paar Madison Hubbell / Zachary Donohue plaats dat hiermee hun derde opeenvolgende medaille behaalden, in 2018 werden ze ook tweede en in 2019 derde. Op plaats drie behaalde het Canadese paar Piper Gilles / Paul Poirier bij hun achtste deelname hun eerste medaille.
* De Russische deelnemers kwamen officieel onder de vlag van de Russische kunstschaatsfederatie (FSR) uit.
| Discipline | Goud                                      | Zilver                            | Brons                                   |
| ---------- | ----------------------------------------- | --------------------------------- | --------------------------------------- |
| Mannen     | Nathan Chen                               | Yuma Kagiyama                     | Yuzuru Hanyu                            |
| Vrouwen    | * Anna Sjtsjerbakova                      | * Jelizaveta Toektamysjeva        | * Aleksandra Troesova                   |
| Paren      | * Anastasia Misjina / Aleksandr Galliamov | Sui Wenjing / Han Cong            | * Aleksandra Bojkova / Dmitri Kozlovski |
| IJsdansen  | * Viktoria Sinitsina / Nikita Katsalapov  | Madison Hubbell / Zachary Donohue | Piper Gilles / Paul Poirier             |

## Uitslagen
| #                   | naam (deelname)         | land                         | punten | korte kür   | vrije kür   |
| ------------------- | ----------------------- | ---------------------------- | ------ | ----------- | ----------- |
| Goud                | Nathan Chen (4)         | Vlag van Verenigde Staten    | 320.88 | 098.85 (3)  | 222.03 (1)  |
| Zilver              | Yuma Kagiyama           | Vlag van Japan               | 291.77 | 100.96 (2)  | 190.81 (2)  |
| Brons               | Yuzuru Hanyu (8)        | Vlag van Japan               | 298.18 | 106.98 (1)  | 182.20 (4)  |
| 4                   | Shoma Uno (5)           | Vlag van Japan               | 277.44 | 092.62 (6)  | 184.82 (3)  |
| 5                   | Michail Koljada (5)     | *                            | 272.04 | 093.52 (4)  | 178.52 (5)  |
| 6                   | Keegan Messing (3)      | Vlag van Canada              | 270.26 | 093.51 (5)  | 176.75 (6)  |
| 7                   | Jason Brown (4)         | Vlag van Verenigde Staten    | 262.17 | 091.25 (7)  | 170.92 (8)  |
| 8                   | Jevgeni Semenenko       | *                            | 258.45 | 086.86 (10) | 171.59 (7)  |
| 9                   | Kévin Aymoz (2)         | Vlag van Frankrijk           | 254.52 | 088.24 (9)  | 166.28 (9)  |
| 10                  | Cha Jun-hwan (2)        | Vlag van Zuid-Korea          | 245.99 | 091.15 (8)  | 154.84 (13) |
| 11                  | Matteo Rizzo (4)        | Vlag van Italië              | 245.37 | 083.30 (11) | 162.07 (11) |
| 12                  | Daniel Grassl           | Vlag van Italië              | 242.81 | 079.43 (15) | 163.38 (10) |
| 13                  | Yan Han (4)             | Vlag van China               | 235.31 | 081.52 (12) | 153.79 (14) |
| 14                  | Moris Kvitelasjvili (4) | Vlag van Georgië             | 231.81 | 074.66 (21) | 157.15 (12) |
| 15                  | Lukas Britschgi (2)     | Vlag van Zwitserland         | 225.55 | 078.27 (17) | 147.28 (16) |
| 16                  | Aleksandr Selevko (2)   | Vlag van Estland             | 222.06 | 070.74 (24) | 151.32 (15) |
| 17                  | Konstantin Milyukov     | Vlag van Wit-Rusland         | 221.33 | 078.86 (16) | 142.47 (17) |
| 18                  | Deniss Vasiļjevs (5)    | Vlag van Letland             | 213.05 | 081.22 (14) | 131.83 (18) |
| 19                  | Michal Březina (11)     | Vlag van Tsjechië            | 210.73 | 081.43 (13) | 129.30 (21) |
| 20                  | Donovan Carrillo (3)    | Vlag van Mexico              | 204.78 | 073.91 (23) | 130.87 (19) |
| 21                  | Ivan Shmuratko (2)      | Vlag van Oekraïne            | 204.17 | 073.98 (22) | 130.19 (20) |
| 22                  | Jin Boyang (5)          | Vlag van China               | 199.15 | 077.95 (19) | 121.20 (22) |
| 23                  | Alexander Majorov (9)   | Vlag van Zweden              | 192.79 | 075.59 (20) | 117.20 (23) |
| 24                  | Oleksij Bytsjenko (9)   | Vlag van Israël              | 190.45 | 078.05 (18) | 112.40 (24) |
| Finale niet bereikt |                         |                              |        |             |             |
| 25                  | Vincent Zhou (3)        | Vlag van Verenigde Staten    |        | 070.51      |             |
| 26                  | Paul Fentz (4)          | Vlag van Duitsland           |        | 068.43      |             |
| 27                  | Vladimir Litvintsev (2) | Vlag van Azerbeidzjan        |        | 068.43      |             |
| 28                  | Burak Demirboğa (3)     | Vlag van Turkije             |        | 067.14      |             |
| 29                  | Maurizio Zandron        | Vlag van Oostenrijk          |        | 063.88      |             |
| 30                  | Peter James Hallam (2)  | Vlag van Verenigd Koninkrijk |        | 061.56      |             |
| 31                  | Valtter Virtanen (4)    | Vlag van Finland             |        | 060.27      |             |
| 32                  | Mikhail Shaidorov       | Vlag van Kazachstan          |        | 059.14      |             |
| 33                  | Larry Loupolover (3)    | Vlag van Bulgarije           |        | 058.93      |             |

| #                   | naam (deelname)              | land                         | punten | korte kür  | vrije kür   |
| ------------------- | ---------------------------- | ---------------------------- | ------ | ---------- | ----------- |
| Goud                | Anna Sjtsjerbakova           | *                            | 233.17 | 81.00 (1)  | 152.17 (2)  |
| Zilver              | Jelizaveta Toektamysjeva (3) | *                            | 220.46 | 78.86 (3)  | 141.60 (3)  |
| Brons               | Aleksandra Troesova          | *                            | 217.20 | 64.82 (12) | 152.38 (1)  |
| 4                   | Karen Chen (2)               | Vlag van Verenigde Staten    | 208.63 | 74.40 (4)  | 134.23 (6)  |
| 5                   | Loena Hendrickx (4)          | Vlag van België              | 208.44 | 67.28 (10) | 141.16 (4)  |
| 6                   | Kaori Sakamoto (2)           | Vlag van Japan               | 207.80 | 70.38 (6)  | 137.42 (5)  |
| 7                   | Rika Kihira (2)              | Vlag van Japan               | 205.70 | 79.08 (2)  | 126.62 (9)  |
| 8                   | Olga Mikoetina               | Vlag van Oostenrijk          | 198.77 | 67.18 (11) | 131.59 (7)  |
| 9                   | Bradie Tennell (3)           | Vlag van Verenigde Staten    | 197.81 | 69.87 (7)  | 127.94 (8)  |
| 10                  | Lee Hae-in                   | Vlag van Zuid-Korea          | 193.44 | 68.94 (8)  | 124.50 (11) |
| 11                  | Kim Ye-lim                   | Vlag van Zuid-Korea          | 191.78 | 73.63 (5)  | 118.15 (13) |
| 12                  | Jekaterina Rjabova (2)       | Vlag van Azerbeidzjan        | 189.46 | 64.11 (13) | 125.35 (10) |
| 13                  | Madeline Schizas             | Vlag van Canada              | 185.78 | 68.77 (9)  | 117.01 (14) |
| 14                  | Eva-Lotta Kiibus (2)         | Vlag van Estland             | 181.47 | 59.65 (19) | 121.82 (12) |
| 15                  | Josefin Taljegård            | Vlag van Zweden              | 178.10 | 61.58 (15) | 116.52 (16) |
| 16                  | Lindsay van Zundert          | Vlag van Nederland           | 174.50 | 57.72 (24) | 116.78 (15) |
| 17                  | Alexandra Feigin (2)         | Vlag van Bulgarije           | 173.52 | 59.97 (17) | 113.55 (18) |
| 18                  | Nicole Schott (5)            | Vlag van Duitsland           | 172.80 | 59.09 (20) | 113.71 (17) |
| 19                  | Satoko Miyahara (5)          | Vlag van Japan               | 172.30 | 59.99 (16) | 112.31 (19) |
| 20                  | Alina Urushadze              | Vlag van Georgië             | 169.01 | 59.89 (18) | 109.12 (20) |
| 21                  | Chen Hongyi (2)              | Vlag van China               | 162.79 | 58.81 (22) | 103.98 (21) |
| 22                  | Eliška Březinová (7)         | Vlag van Tsjechië            | 155.14 | 58.81 (21) | 096.33 (22) |
| 23                  | Natasha McKay (4)            | Vlag van Verenigd Koninkrijk | 153.46 | 58.15 (23) | 095.31 (23) |
| 24                  | Jenni Saarinen               | Vlag van Finland             | 146.54 | 63.54 (14) | 083.00 (24) |
| Finale niet bereikt |                              |                              |        |            |             |
| 25                  | Alexia Paganini (3)          | Vlag van Zwitserland         |        | 57.23      |             |
| 26                  | Kailani Craine (5)           | Vlag van Australië           |        | 56.86      |             |
| 27                  | Emily Bausback               | Vlag van Canada              |        | 55.74      |             |
| 28                  | Lara Naki Gutmann            | Vlag van Italië              |        | 55.64      |             |
| 29                  | Emmy Ma                      | Vlag van Taiwan              |        | 55.63      |             |
| 30                  | Júlia Láng                   | Vlag van Hongarije           |        | 54.20      |             |
| 31                  | Nelli Ioffe                  | Vlag van Israël              |        | 52.43      |             |
| 32                  | Ekaterina Kurakova           | Vlag van Polen               |        | 52.28      |             |
| 33                  | Angelīna Kučvaļska (5)       | Vlag van Litouwen            |        | 47.94      |             |
| 34                  | Daša Grm (8)                 | Vlag van Slovenië            |        | 47.76      |             |
| 35                  | Anastasia Arkhipova          | Vlag van Oekraïne            |        | 45.07      |             |
| 36                  | Emilea Zingas                | Vlag van Cyprus              |        | 43.20      |             |
| 37                  | Elžbieta Kropa (3)           | Vlag van Litouwen            |        | 41.31      |             |
|                     | Yi Christy Leung (2)         | Vlag van Hongkong            |        | t.z.t.     |             |
|                     | Maé-Bérénice Méité (6)       | Vlag van Frankrijk           |        | t.z.t.     |             |

| #                   | naam (deelname)                                | land                         | punten | korte kür  | vrije kür   |
| ------------------- | ---------------------------------------------- | ---------------------------- | ------ | ---------- | ----------- |
| Goud                | Anastasia Misjina Aleksandr Galliamov          | *                            | 227.59 | 75.79 (3)  | 151.80 (1)  |
| Zilver              | Sui Wenjing (8) Han Cong (8)                   | Vlag van China               | 225.71 | 77.62 (2)  | 148.09 (2)  |
| Brons               | Aleksandra Bojkova (2) Dmitri Kozlovski (2)    | *                            | 217.63 | 80.16 (1)  | 137.47 (4)  |
| 4                   | Jevgenia Tarasova (6) Vladimir Morozov (6)     | *                            | 212.76 | 71.46 (4)  | 141.30 (3)  |
| 5                   | Peng Cheng (7) Jin Yang (3)                    | Vlag van China               | 201.18 | 71.32 (5)  | 129.86 (6)  |
| 6                   | Kirsten Moore-Towers (7) Michael Marinaro (4)  | Vlag van Canada              | 195.29 | 63.45 (10) | 131.84 (5)  |
| 7                   | Alexa Knierim (6) Brandon Frazier (3)          | Vlag van Verenigde Staten    | 192.10 | 64.67 (7)  | 127.43 (7)  |
| 8                   | Nicole Della Monica (10) Matteo Guarise (9)    | Vlag van Italië              | 186.50 | 59.95 (11) | 126.55 (8)  |
| 9                   | Ashley Cain-Gribble (2) Timothy LeDuc (2)      | Vlag van Verenigde Staten    | 185.31 | 64.94 (6)  | 120.37 (9)  |
| 10                  | Riku Miura Ryuichi Kihara (4)                  | Vlag van Japan               | 184.41 | 64.37 (8)  | 120.04 (10) |
| 11                  | Miriam Ziegler (7) Severin Kiefer (9)          | Vlag van Oostenrijk          | 182.30 | 64.01 (9)  | 118.29 (11) |
| 12                  | Evelyn Walsh Trennt Michaud                    | Vlag van Canada              | 176.24 | 59.41 (12) | 116.83 (12) |
| 13                  | Annika Hocke (3) Robert Kunkel                 | Vlag van Duitsland           | 162.81 | 57.48 (13) | 105.33 (14) |
| 14                  | Ioulia Chtchetinina (4) Márk Magyar            | Vlag van Hongarije           | 157.87 | 51.21 (18) | 106.66 (13) |
| 15                  | Elizaveta Zhuk Martin Bidař (4)                | Vlag van Tsjechië            | 157.29 | 54.30 (16) | 102.99 (15) |
| 16                  | Anastasiia Metelkina Daniil Parkman            | Vlag van Georgië             | 156.73 | 56.13 (14) | 100.60 (16) |
| 17                  | Rebecca Ghilardi (2) Filippo Ambrosini (2)     | Vlag van Italië              | 154.04 | 54.70 (15) | 099.34 (18) |
| 18                  | Bogdana Lukashevich Alexander Stepanov         | Vlag van Wit-Rusland         | 145.55 | 46.20 (17) | 099.35 (17) |
| 19                  | Anna Vernikov Evgeni Krasnopolski              | Vlag van Israël              | 145.03 | 53.67 (17) | 091.36 (20) |
| 20                  | Cléo Hamon Denys Strekalin                     | Vlag van Frankrijk           | 144.84 | 50.99 (19) | 093.85 (19) |
| Finale niet bereikt |                                                |                              |        |            |             |
| 21                  | Lana Petranović (4) Antonio Souza-Kordeiru (4) | Vlag van Kroatië             |        | 44.75      |             |
| 22                  | Daria Danilova Michel Tsiba                    | Vlag van Nederland           |        | 43.12      |             |
| 23                  | Coline Keriven Noël-Antoine Pierre             | Vlag van Frankrijk           |        | 42.12      |             |
| 24                  | Zoe Jones (6) Christopher Boyadji (6)          | Vlag van Verenigd Koninkrijk |        | 38.79      |             |

| #                   | naam (deelname)                                    | land                         | punten | korte kür  | vrije kür   |
| ------------------- | -------------------------------------------------- | ---------------------------- | ------ | ---------- | ----------- |
| Goud                | Viktoria Sinitsina (4) Nikita Katsalapov (7)       | *                            | 221.17 | 88.17 (1)  | 133.02 (1)  |
| Zilver              | Madison Hubbell (7) Zachary Donohue (7)            | Vlag van Verenigde Staten    | 214.71 | 86.05 (2)  | 128.66 (3)  |
| Brons               | Piper Gilles (8) Paul Poirier (11)                 | Vlag van Canada              | 214.35 | 83.37 (4)  | 130.98 (2)  |
| 4                   | Madison Chock (9) Evan Bates (10)                  | Vlag van Verenigde Staten    | 212.69 | 85.15 (3)  | 127.54 (4)  |
| 5                   | Aleksandra Stepanova (5) Ivan Boekin (5)           | *                            | 208.77 | 83.02 (5)  | 125.75 (5)  |
| 6                   | Charlène Guignard (9) Marco Fabbri (9)             | Vlag van Italië              | 205.20 | 81.04 (6)  | 124.16 (6)  |
| 7                   | Lilah Fear (4) Lewis Gibson (4)                    | Vlag van Verenigd Koninkrijk | 196.92 | 77.42 (8)  | 119.50 (7)  |
| 8                   | Laurence Fournier Beaudry (6) Nikolaj Sørensen (8) | Vlag van Canada              | 196.88 | 77.87 (7)  | 119.01 (8)  |
| 9                   | Kaitlin Hawayek (3) Jean-Luc Baker (3)             | Vlag van Verenigde Staten    | 188.51 | 75.08 (11) | 113.43 (9)  |
| 10                  | Tiffany Zahorski (2) Jonathan Guerreiro (2)        | *                            | 188.45 | 75.58 (10) | 112.87 (10) |
| 11                  | Sara Hurtado (7) Kirill Chaljavin (3)              | Vlag van Spanje              | 186.13 | 74.26 (12) | 111.87 (11) |
| 12                  | Natalia Kaliszek (6) Maksym Spodyriev (6)          | Vlag van Polen               | 183.33 | 76.12 (9)  | 107.21 (14) |
| 13                  | Wang Shiyue (6) Liu Xinyu (6)                      | Vlag van China               | 182.90 | 73.97 (13) | 108.93 (12) |
| 14                  | Marjorie Lajoie Zachary Lagha                      | Vlag van Canada              | 180.71 | 72.00 (14) | 108.71 (13) |
| 15                  | Allison Reed (8) Saulius Ambrulevičius (8)         | Vlag van Litouwen            | 178.18 | 71.29 (16) | 106.89 (15) |
| 16                  | Adelina Galyavieva Louis Thauron                   | Vlag van Frankrijk           | 173.55 | 69.99 (16) | 103.56 (16) |
| 17                  | Evgeniia Lopareva Geoffrey Brissaud                | Vlag van Frankrijk           | 169.70 | 66.80 (19) | 102.90 (17) |
| 18                  | Katharina Müller Tim Dieck                         | Vlag van Duitsland           | 168.33 | 68.37 (17) | 099.96 (19) |
| 19                  | Misato Komatsubara (2) Timothy Koleto (2)          | Vlag van Japan               | 167.81 | 68.02 (18) | 099.79 (20) |
| 20                  | Oleksandra Nazarova (6) Maksym Nikitin (6)         | Vlag van Oekraïne            | 167.34 | 66.54 (20) | 100.80 (18) |
| Finale niet bereikt |                                                    |                              |        |            |             |
| 21                  | Juulia Turkkila (6) Matthias Versluis (2)          | Vlag van Finland             |        | 64.59      |             |
| 22                  | Natálie Taschlerová Filip Taschler                 | Vlag van Tsjechië            |        | 64.00      |             |
| 23                  | Anna Janovskaja (3) Ádám Lukács (4)                | Vlag van Hongarije           |        | 62.78      |             |
| 24                  | Holly Harris Jason Chan                            | Vlag van Australië           |        | 60.73      |             |
| 25                  | Carolina Moscheni Francesco Fioretti (2)           | Vlag van Italië              |        | 60.60      |             |
| 26                  | Shira Ichilov (2) Laurent Abecassis                | Vlag van Israël              |        | 55.57      |             |
| 27                  | Yuliia Zhata Berk Akalın                           | Vlag van Turkije             |        | 52.21      |             |
| 28                  | Viktoria Semenjuk Ilya Yukhimuk                    | Vlag van Wit-Rusland         |        | 51.15      |             |
| 29                  | Chelsea Verhaegh Sherim van Geffen                 | Vlag van Nederland           |        | 50.79      |             |
| 30                  | Ekaterina Kuznetsova Oleksandr Kolosovskyi         | Vlag van Azerbeidzjan        |        | 46.19      |             |
| 31                  | Mina Zdravkova Christopher M. Davis                | Vlag van Bulgarije           |        | 45.28      |             |
|                     | Tina Garabedian (4) Simon Proulx-Sénécal (4)       | Vlag van Armenië             |        | t.z.t.     |             |

Medaillewinnaars

Mannen · 
Vrouwen ·
Paren · 
IJsdansen

 Toernooi

1896 · 
1897 · 
1898 · 
1899 · 
1900 · 
1901 · 
1902 · 
1903 · 
1904 · 
1905 · 
1906 · 
1907 · 
1908 · 
1909 · 
1910 · 
1911 · 
1912 · 
1913 · 
1914 · 
1915-1921 · 
1922 · 
1923 · 
1924 · 
1925 · 
1926 · 
1927 · 
1928 · 
1929 · 
1930 · 
1931 · 
1932 · 
1933 · 
1934 · 
1935 · 
1936 · 
1937 · 
1938 · 
1939 ·
1940-1946 · 
1947 · 
1948 · 
1949 · 
1950 · 
1951 · 
1952 · 
1953 · 
1954 · 
1955 · 
1956 · 
1957 · 
1958 · 
1959 · 
1960 · 
1961 · 
1962 · 
1963 · 
1964 · 
1965 · 
1966 · 
1967 · 
1968 · 
1969 · 
1970 · 
1971 · 
1972 · 
1973 · 
1974 · 
1975 · 
1976 · 
1977 · 
1978 · 
1979 · 
1980 · 
1981 · 
1982 · 
1983 · 
1984 · 
1985 · 
1986 · 
1987 · 
1988 · 
1989 · 
1990 · 
1991 · 
1992 · 
1993 · 
1994 · 
1995 ·
1996 · 
1997 · 
1998 · 
1999 · 
2000 · 
2001 · 
2002 · 
2003 · 
2004 · 
2005 · 
2006 ·
2007 ·
2008 ·
2009 ·
2010 ·
2011 ·
2012 ·
2013 ·
2014 ·
2015 ·
2016 ·
2017 ·
2018 ·
2019 · 
2020 · 
2021 ·
2022 ·
2023 ·
2024

 ISU-kampioenschappen

WK kunstschaatsen junioren ·
EK kunstschaatsen ·
Viercontinentenkampioenschap ·
Olympische Spelen